# Bateau ostréicole

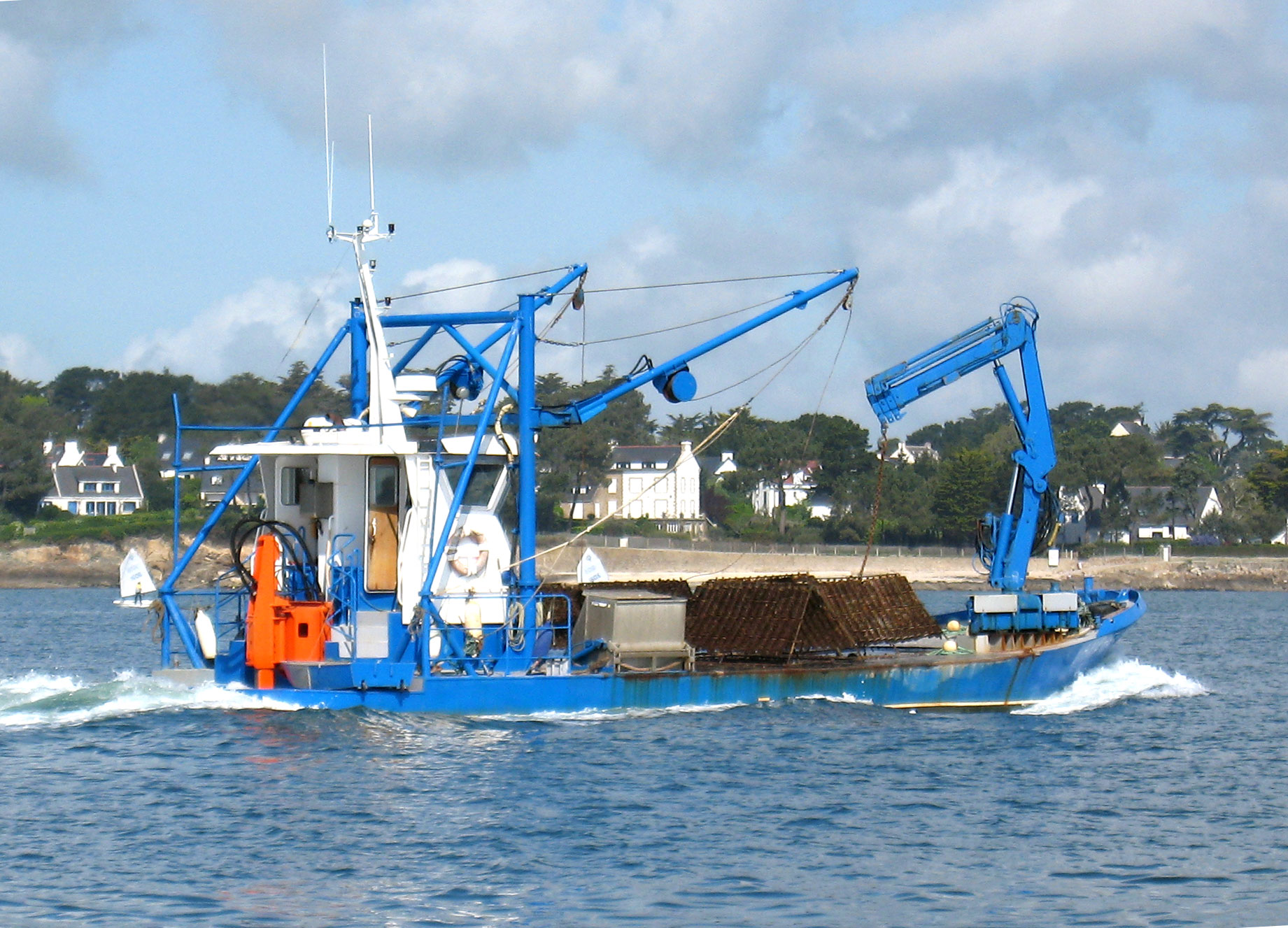
Bateau ostréicole dans la rivière de Crac'h en Bretagne Sud

Un bateau ostréicole est un bateau de pêche permettant à l'ostréiculteur de travailler sur les bancs d'huîtres. Ce type de navire est appelé chaland. 
Il est caractérisé par un faible tirant d'eau et un fond plat qui permettent l'échouage près des bancs. Le pont dégagé et très bas sur l'eau facilite le chargement et le déchargement des huîtres.

## Anciens bateaux ostréicoles
Les anciens bateaux ostréicoles étaient construits en bois, voiliers aux bordages à clin, comme la pinasse du bassin d'Arcachon, ou à bordés francs comme le sharpie du Connecticut, évolution du canoë à voile taillé dans des troncs de pin (log canoe).

## Galerie

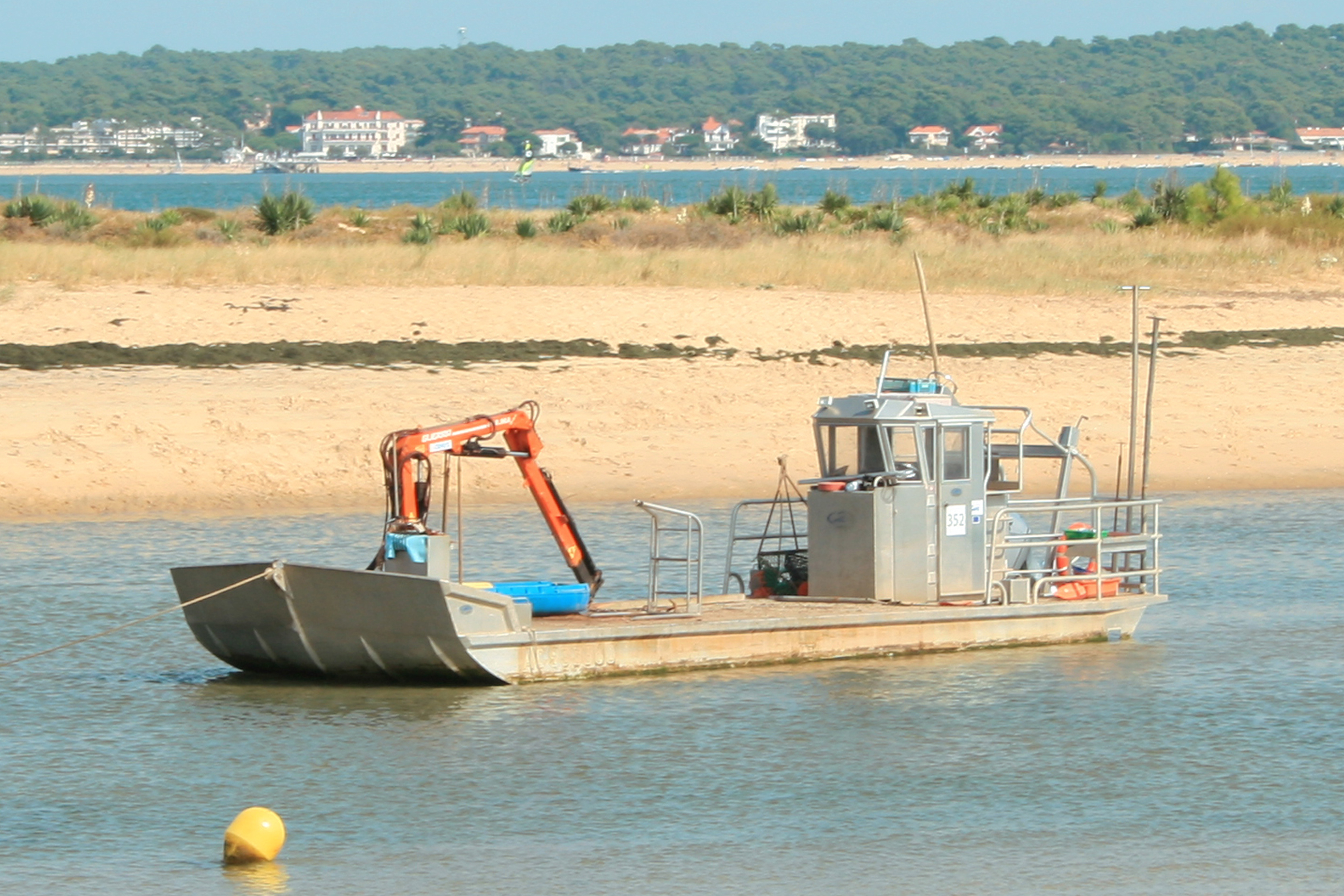
Bateau ostréicole du Cap-Ferret stationné dans le chenal du Piquey entre la plage du phare et le Mimbeau.
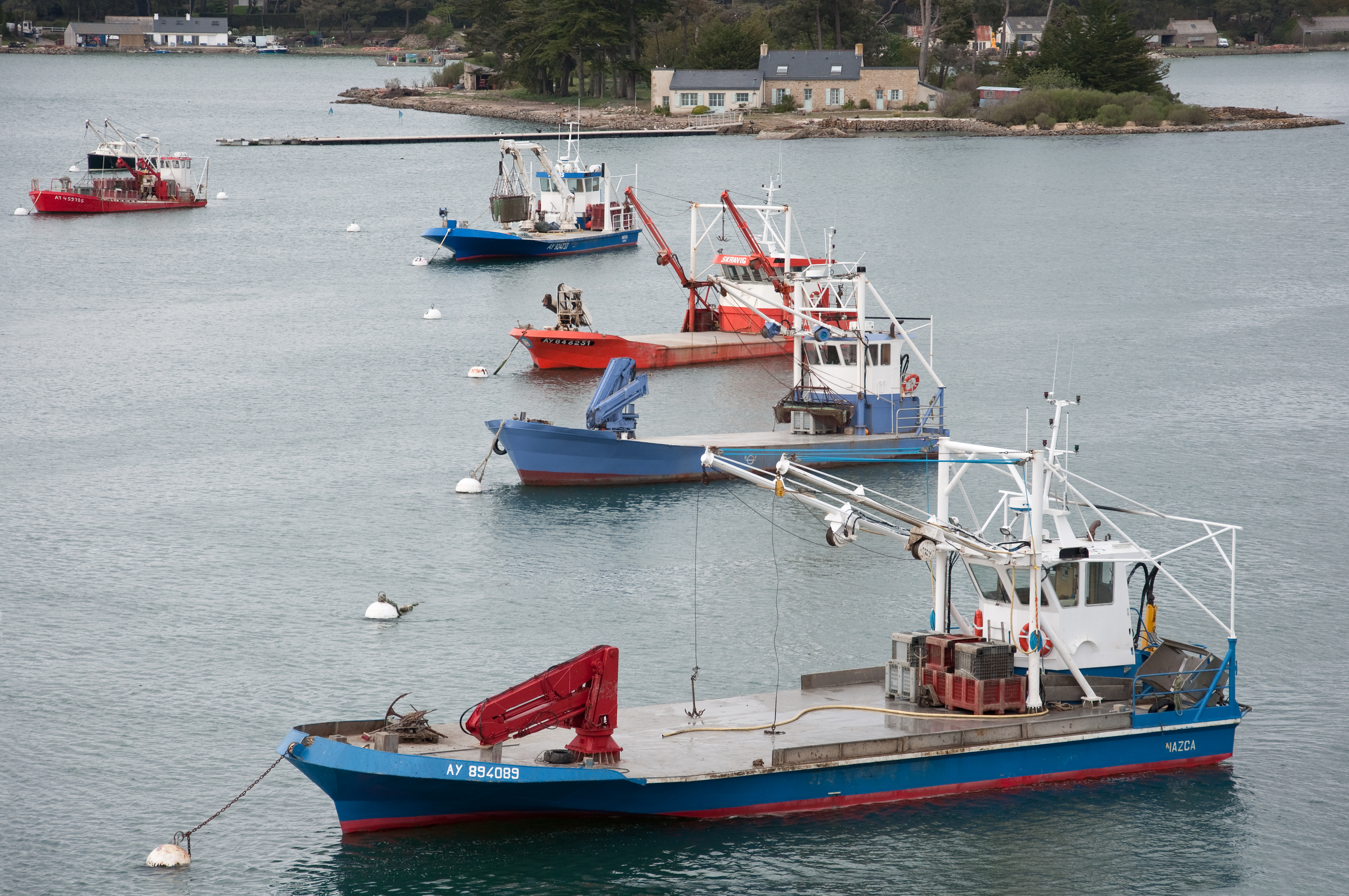
Bateau ostréicoles à l'amarre sur la rivière de Crac'h (La Trinité-sur-Mer, Morbihan).
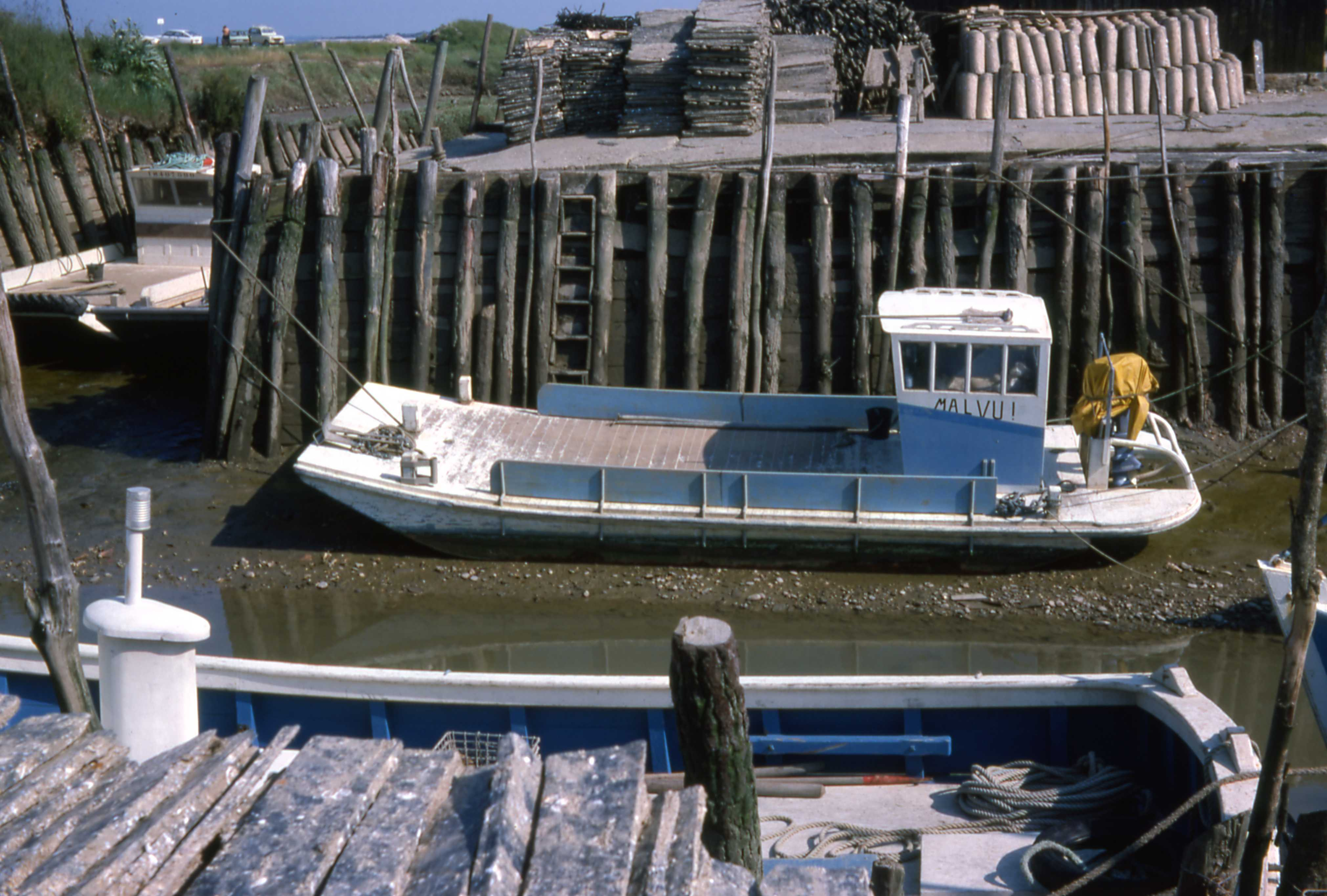
Une plate à marée basse (Ile d'Oléron).
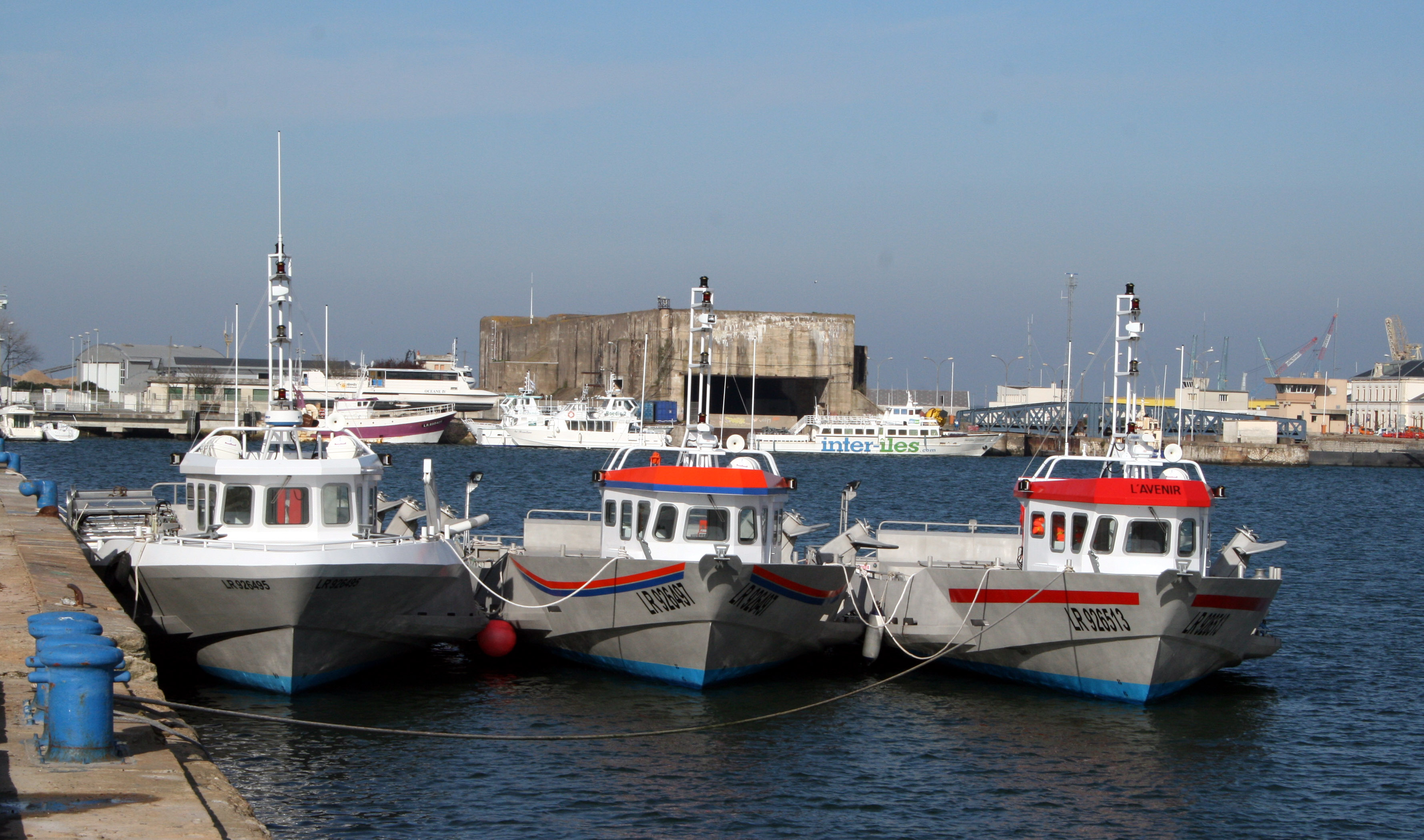
Port de la Rochelle
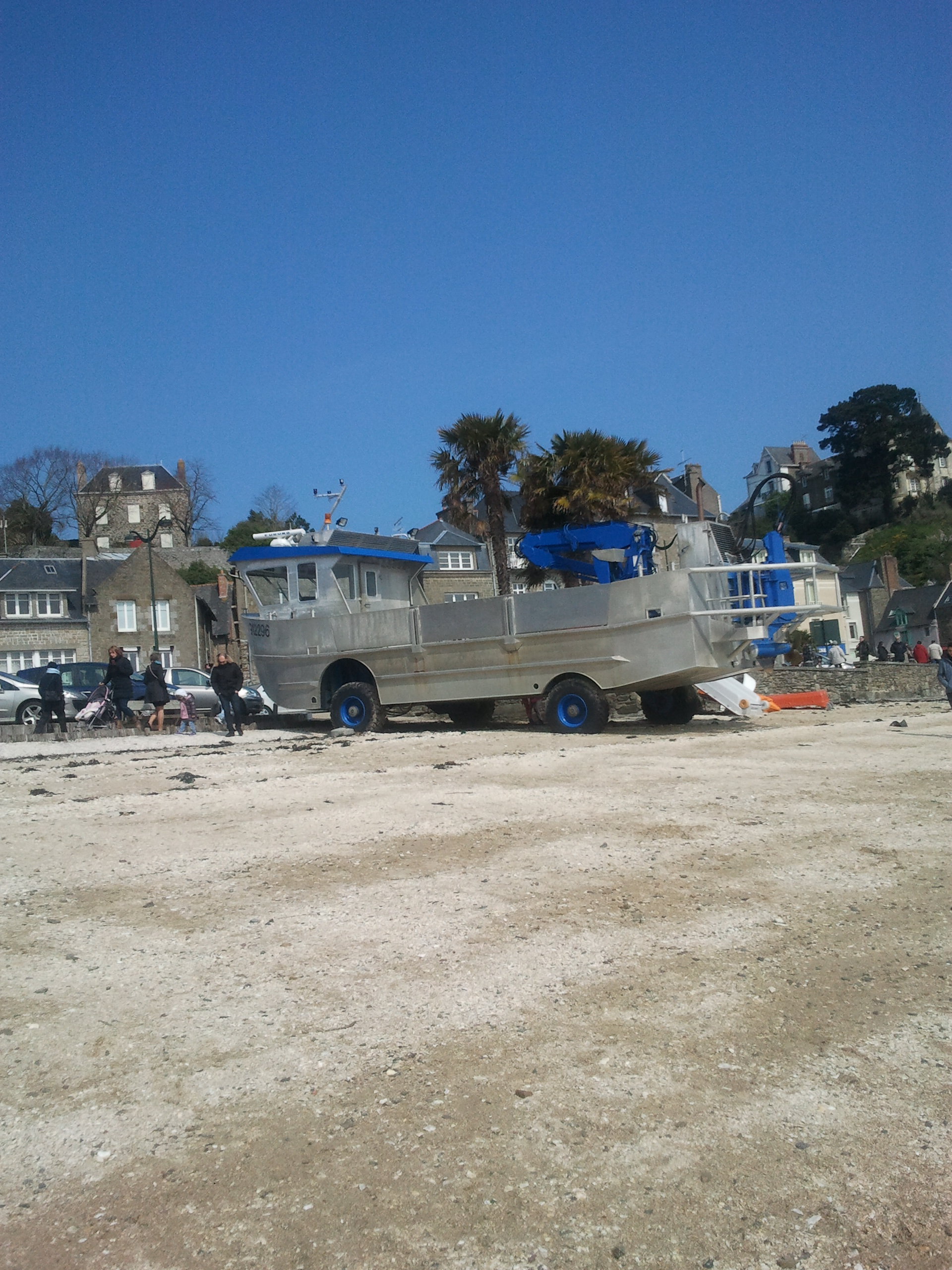
Bateau ostréicole à Cancale